# Penny Squibb
Penny Squibb, née le 9 février 1993 à Tambellup, en Australie Occidentale, est une joueuse de hockey sur gazon australienne. Elle évolue au poste de défenseure au WA Diamonds et avec l'équipe nationale australienne.